# Parents (Película de 1989)
Parents es una película de terror de comedia negra estadounidense de 1989 dirigida por Bob Balaban en su debut cinematográfico y protagonizada por Randy Quaid, Mary Beth Hurt, Sandy Dennis y Bryan Madorsky.
Ambientada en un suburbio de California de los años 50, la película se centra en un niño de 10 años (Madorsky), que sospecha que sus padres (Quaid y Hurt) no son lo que parecen. 

## Elenco
- Bryan Madorsky como Michael Laemle
- Randy Quaid como Nick Laemle
- Mary Beth Hurt como Lily Laemle
- Sandy Dennis como Millie Dew
- Juno Mills-Cockell como Sheila Zellner
- Kathryn Grody como la señorita Baxter
- Deborah Rush como Gladys Zellner
- Graham Jarvis como Marty Zellner
- Helen Carscallen como abuela
- Warren Van Evera como abuelo
- Wayne Robson como asistente de laboratorio

## Recepción
En Rotten Tomatoes el 53% de los críticos encuestados dieron una reseña positiva. 
Roger Ebert la calificó con dos de cuatro estrellas y escribió que el tono de la película nunca se asienta satisfactoriamente en la sátira, la comedia o en el terror. 
La revista estadounidense Variety escribió sobre la película: "El material no posee suficiente peso o complejidad para justificar un enfoque serio, y si bien existe el potencial para una comedia negra considerable, Balaban sólo toca la superficie. Las risas nunca llegan". 
New York Times escribió: "La sátira de los años 50 es más insulsa que mordaz, y depende de trajes y decorados auténticamente llamativos. Y cuando las escenas de las películas de terror comienzan a inmiscuirse en la vida normal (¿qué cuelga del techo del sótano, de todos modos?) El señor Balaban no puede hacer que los elementos oscuros parezcan lo suficientemente cómicos como para encajar con el resto de esta broma de pesadilla". 

La película se considera una  película de culto .   